# Eric de Kuyper
Pour les articles homonymes, voir de Kuyper.
 (avril 2024).
Si vous disposez d'ouvrages ou d'articles de référence ou si vous connaissez des sites web de qualité traitant du thème abordé ici, merci de compléter l'article en donnant les références utiles à sa vérifiabilité et en les liant à la section « Notes et références ».
Eric de Kuyper est un cinéaste expérimental, théoricien du cinéma, scénariste de cinéma et écrivain belge flamand né à Bruxelles le 2 septembre 1942.  

## Biographie
Diplômé en 1967 de la RITS, De Kuyper a commencé sa carrière à l’ancienne Belgische Radio- en Televisieomroep. Dans les années 1980, il a réalisé plusieurs longs métrages parmi lesquels Casta Diva, A Strange Love Affair et publié divers essais et articles sur le cinéma, l’opéra et la littérature. Sa passion pour le cinéma l’a d’ailleurs conduit à Amsterdam, où il était sous-directeur du Filmmuseum (Musée du cinéma). En automne 2007 est paru Eeuwig kind, où l’auteur flâne parmi des autobiographies de divers auteurs évoquant leur jeunesse. Enfin, en janvier 2008, le Vlaamse Opera créa La Strada de Luc van Hove, sur un livret d’Eric de Kuyper
Le thème central de ses films est l'homosexualité.
Il a collaboré à l'écriture de Je, tu, il, elle (1974), La Captive (2000) et Demain on déménage (2004) de Chantal Akerman. Et de deux films de la cinéaste suisse Jacqueline Veuve.

## Filmographie
- 1983 : Casta Diva
- 1983 : Naughty Boys
- 1984 : A strange love affair, coréalisé avec Paul Verstraten
- 1990 : Pink Ulysses
- 2015 : My life as an actor

## Livres traduits en français
- Je viendrai comme un voleur [« Als een dief in de nacht »], Bruxelles, Belgique, Éditions Labor, coll. « Périples », 1994, 121 p. (ISBN 978-2-8040-0997-7)
- Vacances ostendaises : souvenirs d'enfance [« Aan zee »], Bruxelles, Belgique, Éditions Labor, coll. « Périples », 1994, 153 p. (ISBN 978-2-8040-1048-5)
- Le chapeau de tante Jeannot : souvenirs d'une enfance bruxelloise [« De hoed van tante Jeannot »], Bruxelles, Belgique, Éditions Labor, coll. « Périples », 1996, 220 p. (ISBN 978-2-8040-1044-7)

## Livres traduits en italien
- Al mare, Iperborea, Milano 1993